# San José Petlapa
San José Petlapa är en ort i Mexiko.   Den ligger i kommunen San Sebastián Tlacotepec och delstaten Puebla, i den sydöstra delen av landet, 270 km öster om huvudstaden Mexico City. San José Petlapa ligger 300 meter över havet och antalet invånare är 297.
Terrängen runt San José Petlapa är varierad. Runt San José Petlapa är det ganska tätbefolkat, med 58 invånare per kvadratkilometer. Närmaste större samhälle är San Martín Mazateopan, 7,3 km nordväst om San José Petlapa. I omgivningarna runt San José Petlapa växer i huvudsak städsegrön lövskog.